# 寝取られ男のラブ♂バカンス
『寝取られ男のラブ♂バカンス』（原題: Forgetting Sarah Marshall）は、2008年に公開されたアメリカ合衆国のコメディ映画。
日本では「男たちの恋愛強化月間!?」というテーマにより、『無ケーカクの命中男/ノックトアップ』との二本立てで公開された。

## あらすじ
女優の恋人サラ（クリスティン・ベル）に突然振られてしまった、二流作曲家のピーター（ジェイソン・シーゲル）。彼はハワイへ傷心旅行に向かうが、なんと同じホテルでサラと出くわしてしまう。しかも彼女は新しい恋人であるおバカ全開のロックミュージシャン、アルダス・スノー（ラッセル・ブランド）とラブラブ状態。ますます落ち込むピーターだが、セクシーなフロント係のレイチェル（ミラ・クニス）に優しくされ、少しずつ心が癒されていく。ところが、レイチェルと一夜を共にした翌朝、サラとアルダスの破局が発覚!?サラを慰めようと部屋を訪ねたピーターは、傷心の彼女に誘惑されてしまい・・・。元カノが仕掛けてくる”お口の奉仕”攻撃に心も体も乱れまくるピーター、一体どうする!?

## キャスト
| 役名                       | 俳優                       | 日本語吹替   |
| -------------------------- | -------------------------- | ------------ |
| ピーター・ブレッター       | ジェイソン・シーゲル       | 山野井仁     |
| サラ・マーシャル           | クリスティン・ベル         | 中村千絵     |
| レイチェル・ジャンセン     | ミラ・クニス               | たかはし智秋 |
| アルダス・スノー           | ラッセル・ブランド         | 髙階俊嗣     |
| ブライアン・ブレッター     | ビル・ヘイダー             | 石井康嗣     |
| リズ・ブレッター           | リズ・カッコウスキー       | 豊口めぐみ   |
| ホテルのウェイター         | ジョナ・ヒル               | 桜井敏治     |
| ホテルのコック             | テイラー・ウィリー         |              |
| ホテルのバーテンダー       | デヴォン・マクドナルド     |              |
| 新婚夫婦の夫               | ジャック・マクブレイヤー   |              |
| 新婚夫婦の妻               | マリア・セイヤー           |              |
| 小児科の医者               | スティーヴ・ランデスバーグ |              |
| チャック（クーヌー）       | ポール・ラッド             | 浜田賢二     |
| グレッグ                   | カラー・アレクサンダー     |              |
| キオキ                     | ブランスコム・リッチモンド |              |
| ウィリアム・ボールドウィン |                            |              |
| 新ドラマの刑事役           | ジェイソン・ベイトマン     |              |

## スピンオフ作品
2010年にラッセル・ブランドとジョナ・ヒル共演のスピンオフ映画『伝説のロックスター再生計画!』（原題: Get Him to the Greek）が公開された。ブランドは本作と同じくアルダス・スノー役であるが、ヒルは新キャラクターのアーロン・グリーンを演じる。